# Jaylin Noel
Jaylin Noel (Kansas City, 4 settembre 2002) è un giocatore di football americano statunitense che milita nel ruolo di wide receiver per gli Houston Texans della National Football League (NFL).

## Carriera universitaria
Nella sua prima stagione all'Università statale dell'Iowa nel 2021, Noel fece registrare 39 ricezioni per 269 yard. L'anno seguente contro Texas segnò il suo primo touchdown. Contro Baylor ebbe un nuovo primato personale di 120 yard ricevute. Chiuse la sua seconda annata con 60 ricezioni per 572 yard e 3 touchdown. Quelle 60 ricezioni furono il quarto risultato della Big 12 Conference. Nel 2023 terminò con 66 ricezioni per 820 yard e 7 touchdown. Nel 2024 fu uno dei migliori giocatori dei Cyclones, totalizzando 80 ricezioni per 1.194 yard e 8 touchdown, venendo inserito nella formazione ideale della Big 12 e premiato come giocatore degli special team dell'anno della stessa.

## Carriera professionistica

### Houston Texans
Noel fu scelto nel corso del terzo giro (79º assoluto) del Draft NFL 2025 dagli Houston Texans.